# دوري فانك جونيور
دوري فانك جونيور (بالإنجليزية: Dory Funk Jr.)‏ هو مصارع محترف أمريكي، ولد في 3 فبراير 1941 في أماريلو في الولايات المتحدة.

## وصلات خارجية
- الموقع الرسمي
- دوري فانك الابن على موقع WrestlingData.com (الإنجليزية)
- دوري فانك الابن على موقع CageMatch worker (الإنجليزية)
- دوري فانك الابن على موقع قاعدة بيانات المصارعة على الإنترنت (الإنجليزية)
- دوري فانك الابن على موقع عالم المصارعة على الإنترنت (الإنجليزية)
- دوري فانك الابن على موقع عالم المصارعة على الإنترنت (الإنجليزية)
- دوري فانك الابن على موقع IMDb (الإنجليزية)
- دوري فانك الابن على موقع قاعدة بيانات الفيلم (الإنجليزية)